# Список регионов Узбекистана по индексу человеческого развития
Это список регионов Республики Узбекистан на 2022 год по индексу человеческого развития, с данными за 2020 год.

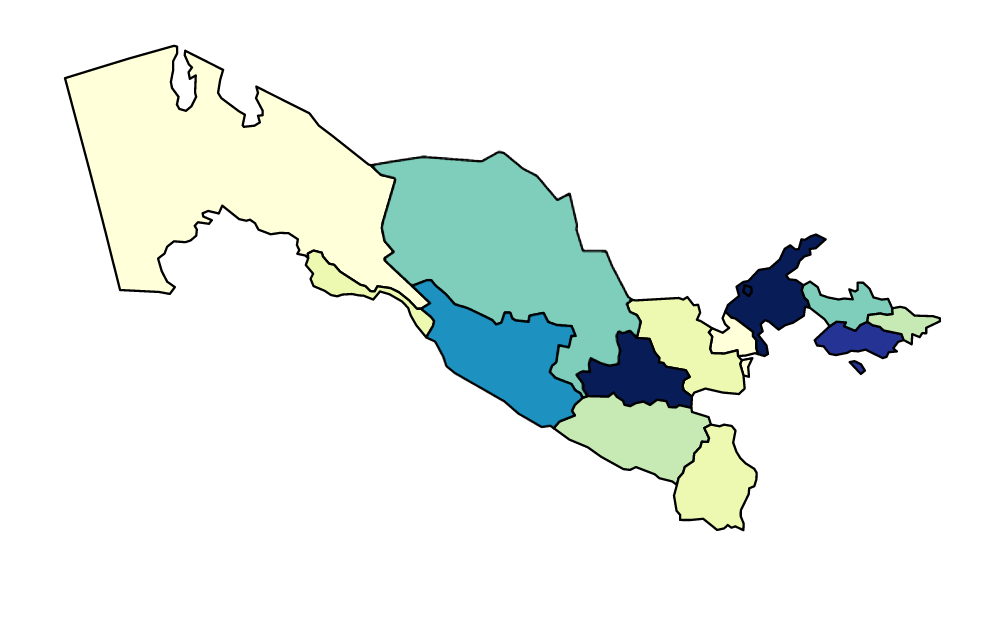
0.805-0.785
0.784-0.765
0.764-0.745
0.744-0.725
0.724-0.705
0.704-0.685
0.684-0.665
0.664-0.645
0.644-0.625
0.624-0.605

Регионы Узбекистана по индексу человеческого развития
| Место                               | Регионы                             | ИЧР (2020)                          | Сравнительная страна (2020)            |
| Очень высокое человеческое развитие | Очень высокое человеческое развитие | Очень высокое человеческое развитие | Очень высокое человеческое развитие    |
| ----------------------------------- | ----------------------------------- | ----------------------------------- | -------------------------------------- |
| 1                                   | Г. Ташкент.                         | 0,805                               | Турция, Малайзия, Багамские Острова    |
| Высокое человеческое развитие       |                                     |                                     |                                        |
| 2                                   | Самаркандская область               | 0,798                               | Сербия, Иран, Маврикий                 |
| 3                                   | Ташкентская область                 | 0,794                               | Панама, Коста-Рика, Албания            |
| 4                                   | Ферганская область                  | 0,760                               | Колумбия , Армения, Алжир              |
| 5                                   | Бухарская область                   | 0,734                               | Монголия, Ливан, Ботсвана              |
| -                                   | Узбекистан                          | 0,711                               | Филиппины, Мальдивы, Туркменистан      |
| 6                                   | Наманганская область                | 0,704                               | ЮАР, Боливия, Габон                    |
| Среднее человеческое развитие       |                                     |                                     |                                        |
| 7                                   | Навоийская область                  | 0,692                               | Вьетнам , Государство Палестина , Ирак |
| 8                                   | Кашкадарьинская область             | 0,675                               | Марокко, Кыргызстан, Гайана            |
| 9                                   | Андижанская область                 | 0,661                               | Сальвадор, Таджикистан                 |
| 11                                  | Джизакская область                  | 0,653                               | Гватемала , Никарагуа                  |
| 12                                  | Хорезмская обл.                     | 0,650                               | Индия, Намибия                         |
| 10                                  | Сурхандарьинская область            | 0,627                               | Восточный Тимор , Гондурас             |
| 13                                  | Сырдарьинская область               | 0,622                               | Гондурас, Кирибати                     |
| 14                                  | Республика Каракалпакстан           | 0,619                               | Бутан, Бангладеш                       |